# 687 (číslo)
Šest set osmdesát sedm je přirozené číslo. Následuje po čísle šest set osmdesát šest a předchází číslu šest set osmdesát osm. Římskými číslicemi se zapisuje DCLXXXVII a řeckými číslicemi χπζ.

## Matematika
687 je:
- Deficientní číslo
- Poloprvočíslo
- Nešťastné číslo

## Astronomie
- (687) Tinette je planetka hlavního pásu, kterou objevil v roce 1909 Johann Palisa

## Ostatní
- +687 je mezinárodní telefonní předvolba Nové Kaledonie

## Roky
- 687
- 687 př. n. l.